# Dypsis boiviniana
Dypsis boiviniana – gatunek palmy z rzędu arekowców (Arecales). 
Występuje endemicznie na Madagaskarze, w prowincjach Antsiranana oraz Toamasina. Można go spotkać między innymi w parkach narodowych Mananara Nord i Masoala.
Rośnie w bioklimacie wilgotnym. Występuje na wysokości do 500 m n.p.m.